# Nye
Nye er en udviklingsby og kommende satellitby til Aarhus beliggende i Elev Sogn. Byen er en stationsby og ligger i Aarhus Kommune under Region Midtjylland.
Byen ligger 10 kilometer fra Aarhus centrum og i forlængelse af landsbyen Elev mod nord og Lystrup en halv kilometer mod øst.
Nye huser Nye letbanestation, der forbinder byen med Aarhus, Djursland og oplandsbyer.
Nye er et byudviklingsprojekt hvor første etape er under opførsel. Første etape udgøres af ca. 650 boliger, institution og dagligvarebutik. Byggeriet blev igangsat i 2016, mens de første beboere flyttede ind i 2018.
Når nye er færdigudviklet vil bydelen huse op til 15.000-17.000 indbyggere og strække sig til Egå Engsø og Djurslandmotorvejen mod syd. 
Udviklingen af Nye foregår i et samarbejde mellem Aarhus Kommune, Aarhus Vand og Tækker Group. 
Nye blev i 2022 tildelt Byplanprisen for visionær og naturbaseret byudvikling.
| - Billeder fra området - Sneglehusesøen i Nye - Nye Station |